# Aeropuerto Internacional General Heriberto Jara
El Aeropuerto Internacional General Heriberto Jara  o Aeropuerto Internacional de Veracruz           (Código IATA: VER - Código OACI: MMVR - Código DGAC: VER), es un aeropuerto localizado en Veracruz, Veracruz, México. Maneja el tráfico aéreo nacional e internacional de la Zona Metropolitana de Veracruz y gran parte del estado de Veracruz, incluyendo las zonas metropolitanas de Córdoba, Orizaba y Xalapa.

## Información
El Aeropuerto de Veracruz, también conocido como "Las Bajadas", es un aeropuerto internacional ubicado en Veracruz, México. Recibió en 2021 a 1,103,460 de pasajeros, mientras que en 2022 recibió a 1,333,578 según el Grupo Aeroportuario del Sureste, haciéndolo el tercer aeropuerto más transitado del sureste de México, y número 16 a nivel nacional.
El aeropuerto es operado por el Grupo Aeroportuario del Sureste ASUR. Cuenta con una terminal aérea de 16,000 metros cuadrados con capacidad de recibir a 10 aviones y tiene una pista de 2.4 kilómetros de longitud apta para recibir aviones tipo Boeing 737 y Airbus A320.
En la planta baja, se encuentra el área de documentación, con 38 mostradores y seis kioscos; también se encuentra el área de llegadas, con aduana y 4 bandas de reclamo de equipaje y mostradores de taxis y renta de autos. En la planta alta se encuentra el filtro de seguridad y el área de salidas, con 11 puertas de abordaje de las cuales 4 cuentan con pasarelas de acceso a los aviones. También cuenta con tienda libre de impuestos y sala vip.
La terminal no cuenta con servicio de transporte público hacia la ciudad de Veracruz, sin embargo, tiene servicios de autobuses ADO hacia ciudades cercanas como Xalapa. El estacionamiento cuenta con más de 500 espacios.
La terminal aeroportuaria es una de las más importantes de México; brinda vuelos y conexiones a las principales ciudades del país y una conexión internacional.

## Historia
Anterior a la construcción del Aeropuerto de Veracruz, la Compañía Mexicana de Aviación construyó en 1929 el aeropuerto de Tejería, ubicado junto a la estación del Ferrocarril Mexicano, que tenía una superficie de mil por mil metros, con terreno plano, firme y útil en todo tiempo. Contaba con dos pistas, una con orientación N/S de 860 x 40 m y otra con orientación NE/SO de 644 x 40 m, ambas de tierra compactada sembrada de zacate recortado. Además, tenía hangar, estación terminal con oficinas de tráfico, boletos, correo, restaurante, así como talleres de reparaciones aeronáuticas y servicios de gasolina. Había agua potable, equipo contra incendios, servicios de primeros auxilios y autovía para traslado de pasajeros de Veracruz al aeropuerto y viceversa. Mexicana contrató los servicios de una autovía para unir el campo de Tejería con Veracruz.
En 1942, de acuerdo con el convenio efectuado entre los gobiernos mexicano y estadounidense, se construyó el nuevo aeropuerto de Veracruz en la zona de Las Bajadas. La construcción fue llevada a cabo, en el aspecto material, la Compañía Mexicana de Aviación, que realizó las respectivas memorias, planos, proyecto y ejecución de las obras mediante un grupo de ingenieros mexicanos, aunque los recursos económicos fueron proporcionados por el gobierno de Estados Unidos a través de la aerolínea Pan American, con cargo a las partidas especiales autorizadas por el Congreso de dicho país.
Durante el año 1956 se realizaron mejoras, como la construcción de instalaciones para almacenamiento de combustible. En 1964, al borde de la quiebra, la Mexicana de Aviación vendió el aeropuerto al gobierno y entre 1965 y 1970, el aeropuerto se reconstruyó totalmente sobre la superficie del anterior. Se anexaron terrenos vecinos para cubrir los requerimientos de un nuevo proyecto de aeropuerto que consistía en pistas, calles de rodaje, plataformas para aviación comercial y general, torre de control, edificio de pasajeros, estacionamientos, camino de acceso, sala de máquinas y estación de combustibles. Se instalaron, también, equipos de aire acondicionado, luces de alta intensidad y ayudas visuales. Para los pavimentos de ambas pistas se hizo un experimento de tipo mixto, utilizándose concreto hidráulico en la sección longitudinal del centro, y pavimento flexible en las zonas laterales inmediatas a la orilla.
En la década de los 90, el aeropuerto formó parte del Grupo Aeroportuario del Sureste, el primero que sería concesionado a la iniciativa privada, y que estaba constituido por los aeropuertos de Cancún, Cozumel, Huatulco, Mérida, Minatitlán, Oaxaca, Tapachula, Villahermosa y Veracruz. Fue completamente modernizado y ampliado durante los años 2014 y 2016. Se construyeron nuevas salas y puertas con pasarelas de acceso dentro de la terminal para acomodar a más pasajeros. Fue nombrado en honor del General Heriberto Jara, Diputado Constituyente y Gobernador de Veracruz de 1924 a 1927.

## Instalaciones
- Número de puertas: 11
- Posiciones de contacto: 11

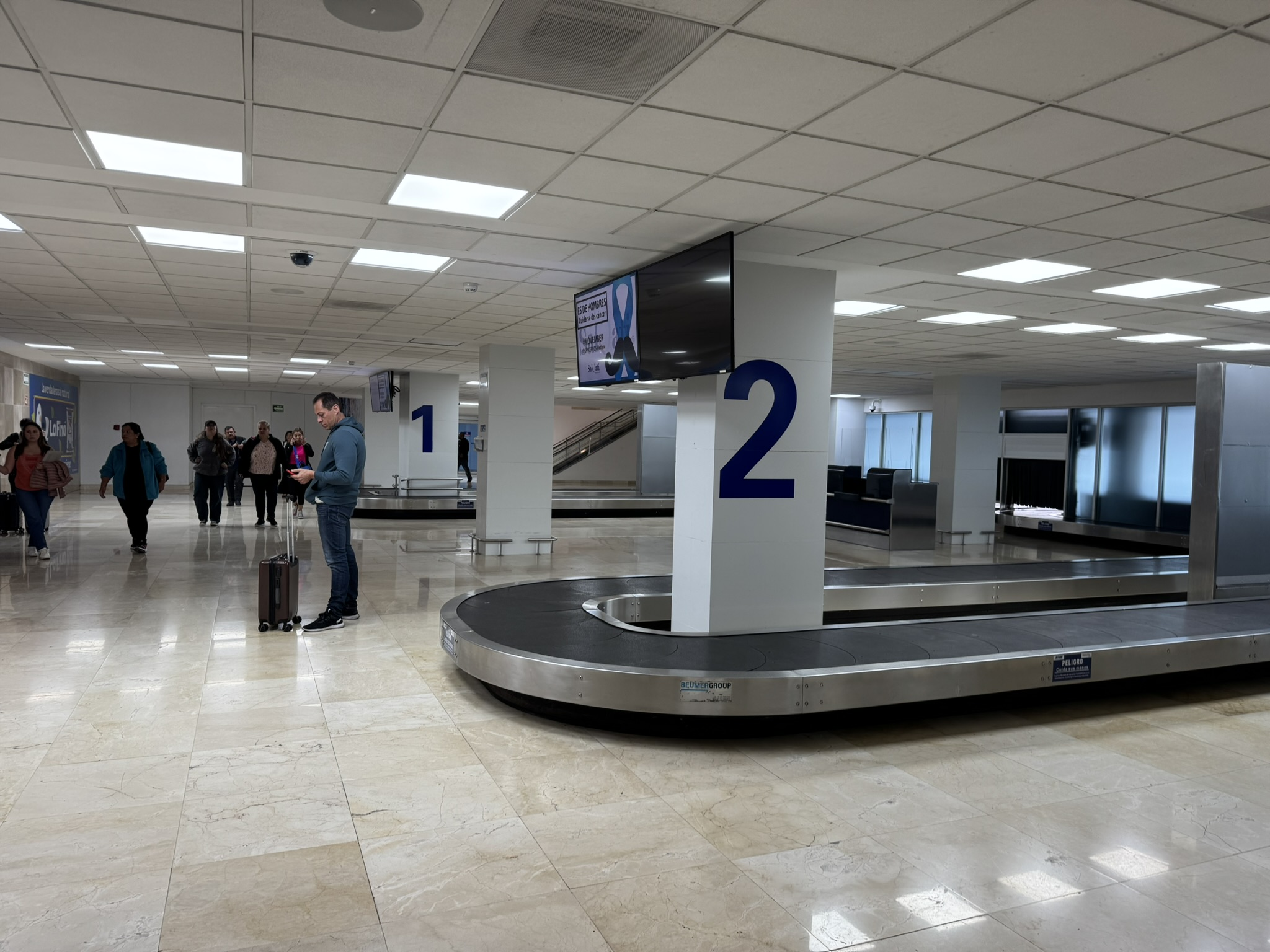
Bandas de reclamo de equipaje.

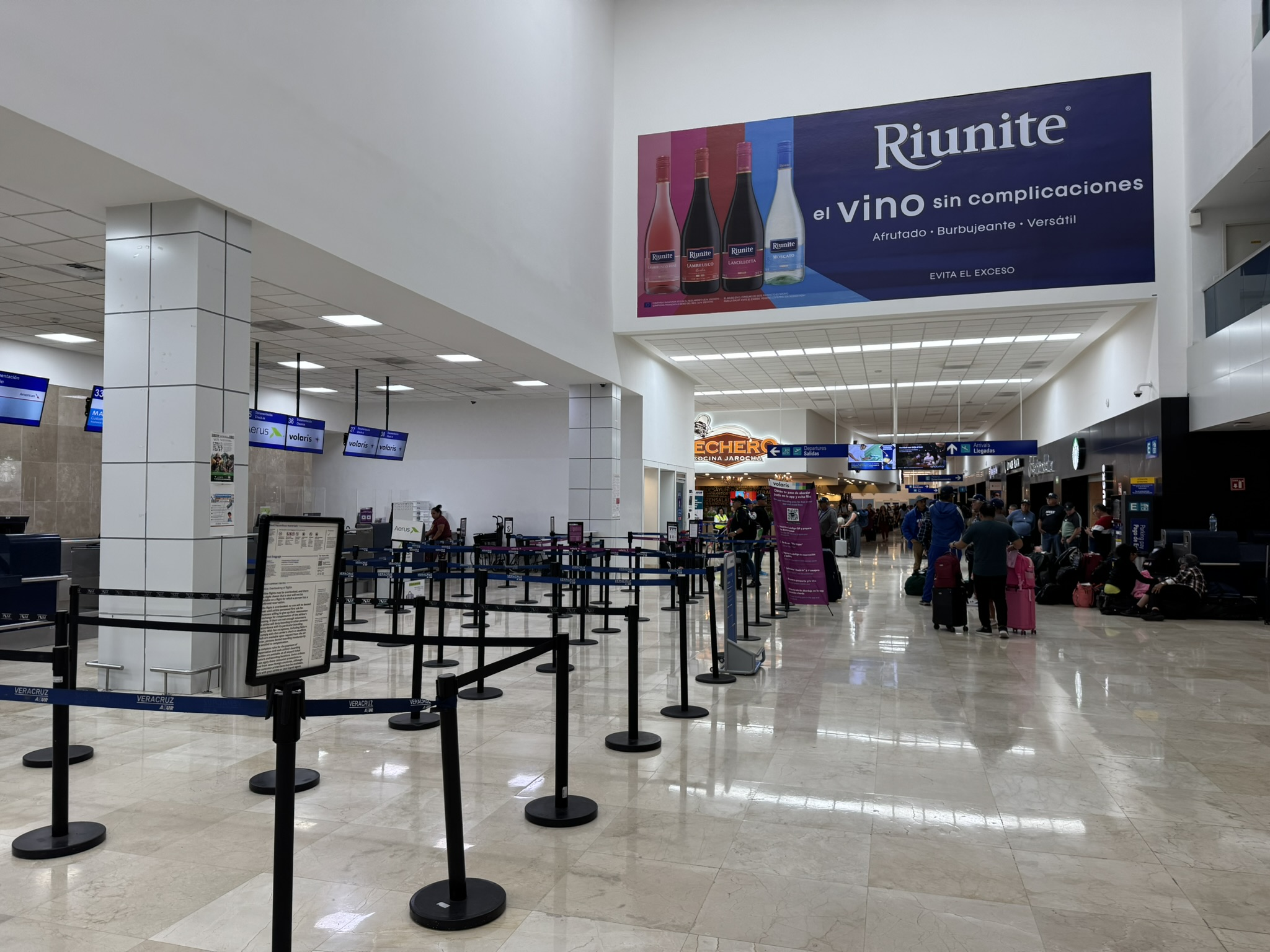
Pasillo principal del Aeropuerto.

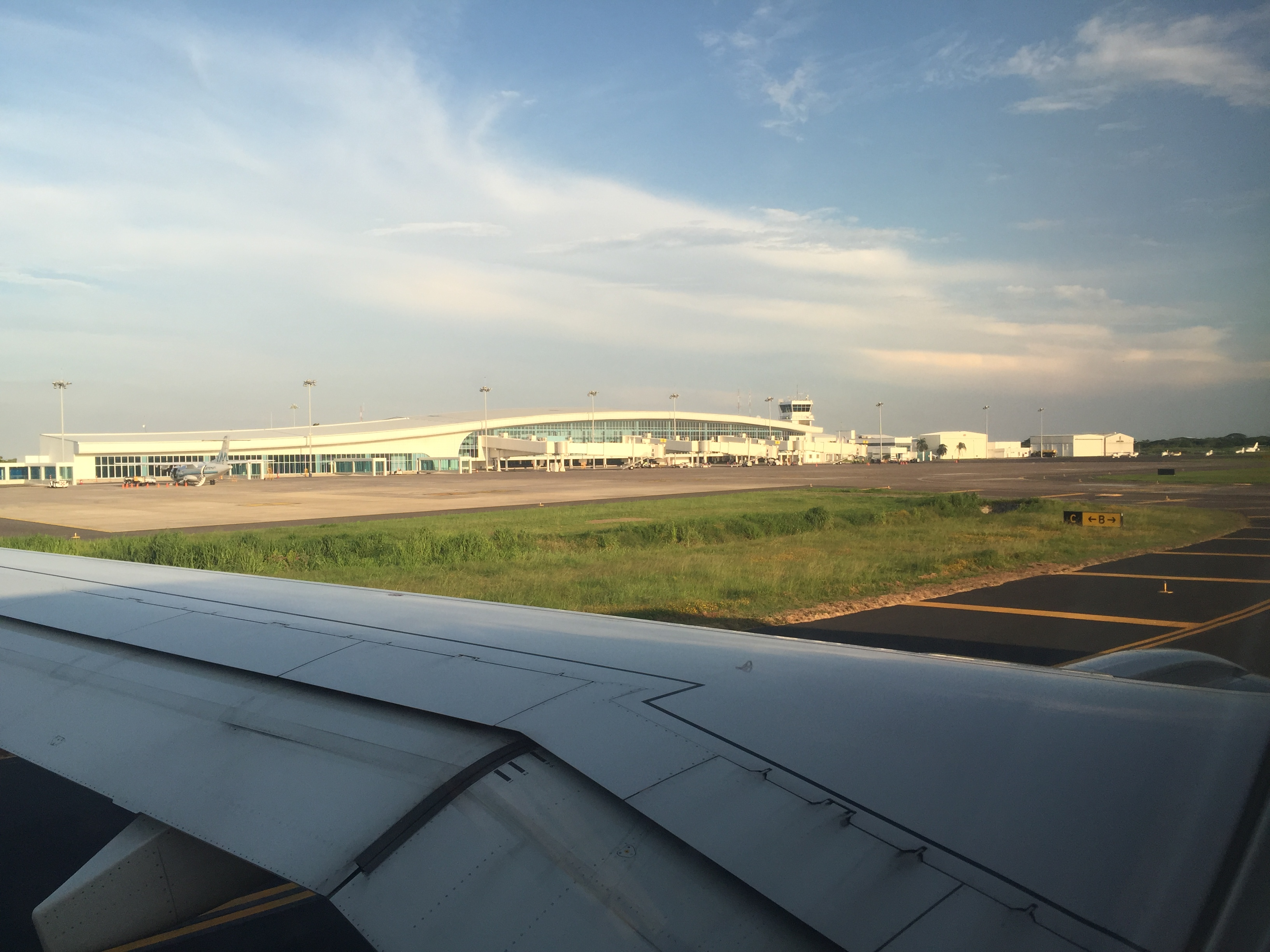
Lado Aire del aeropuerto.

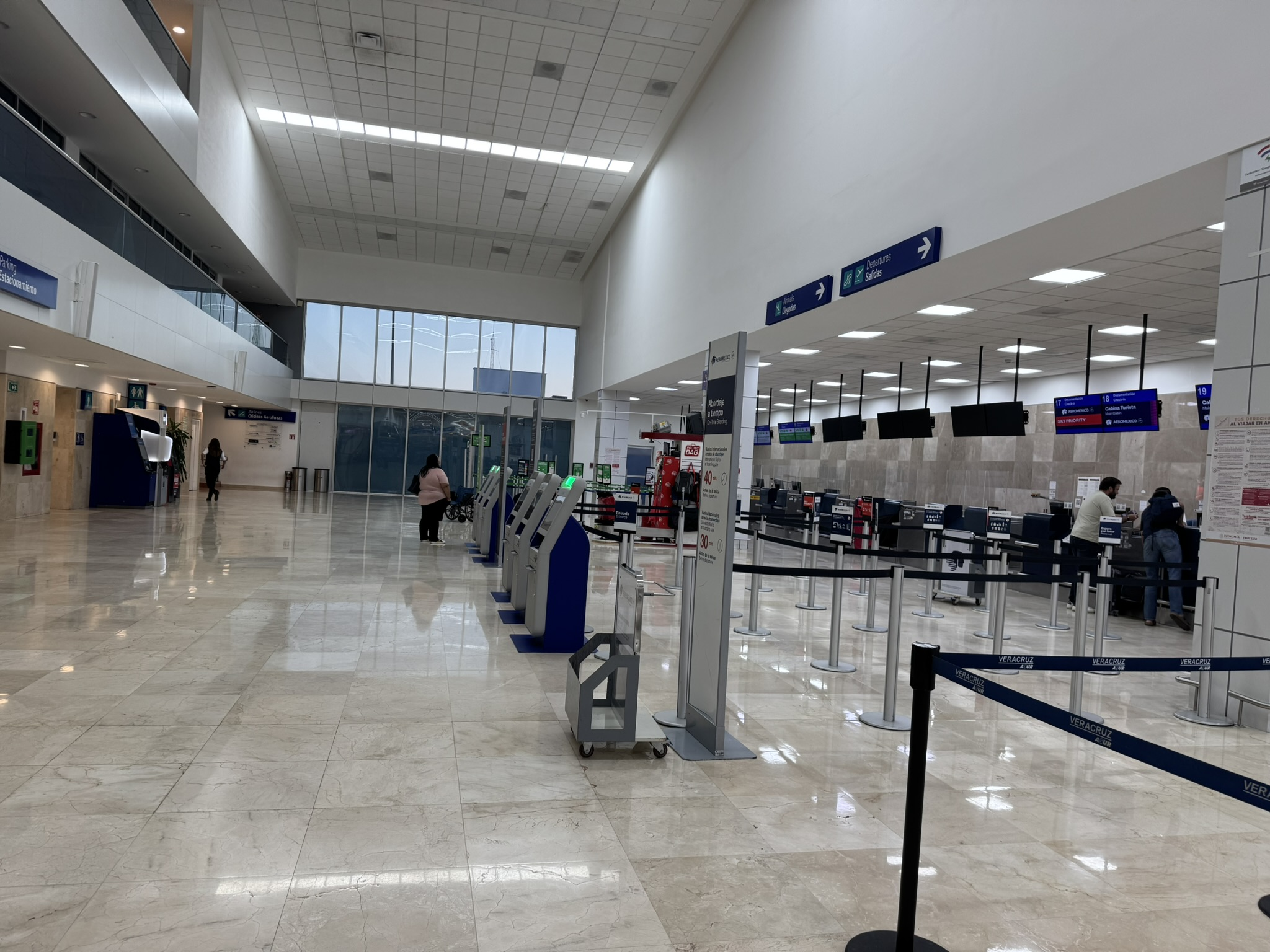
Mostradores de documentación.

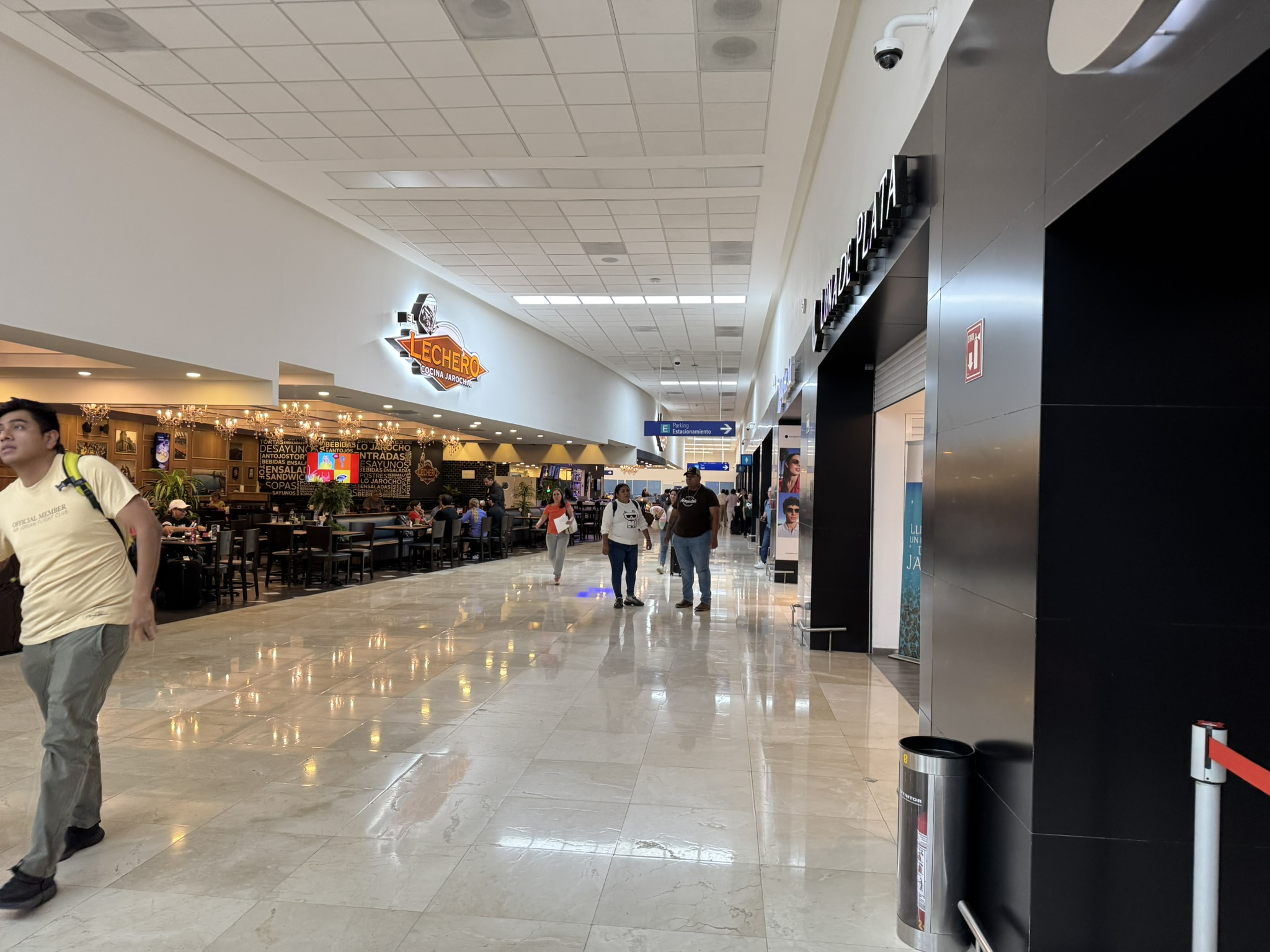
Comercios del aeropuerto.

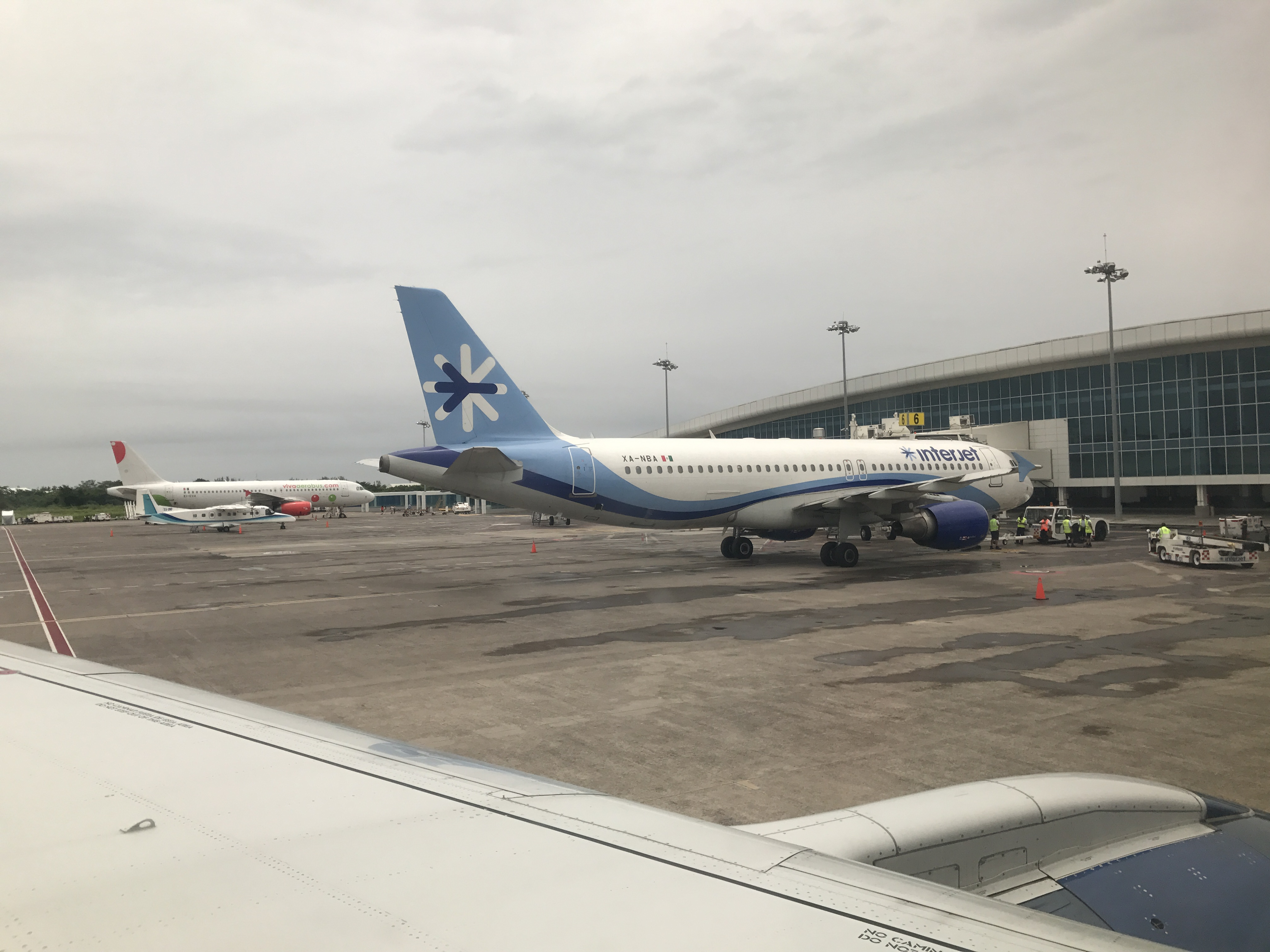
Aviones en el aeropuerto.

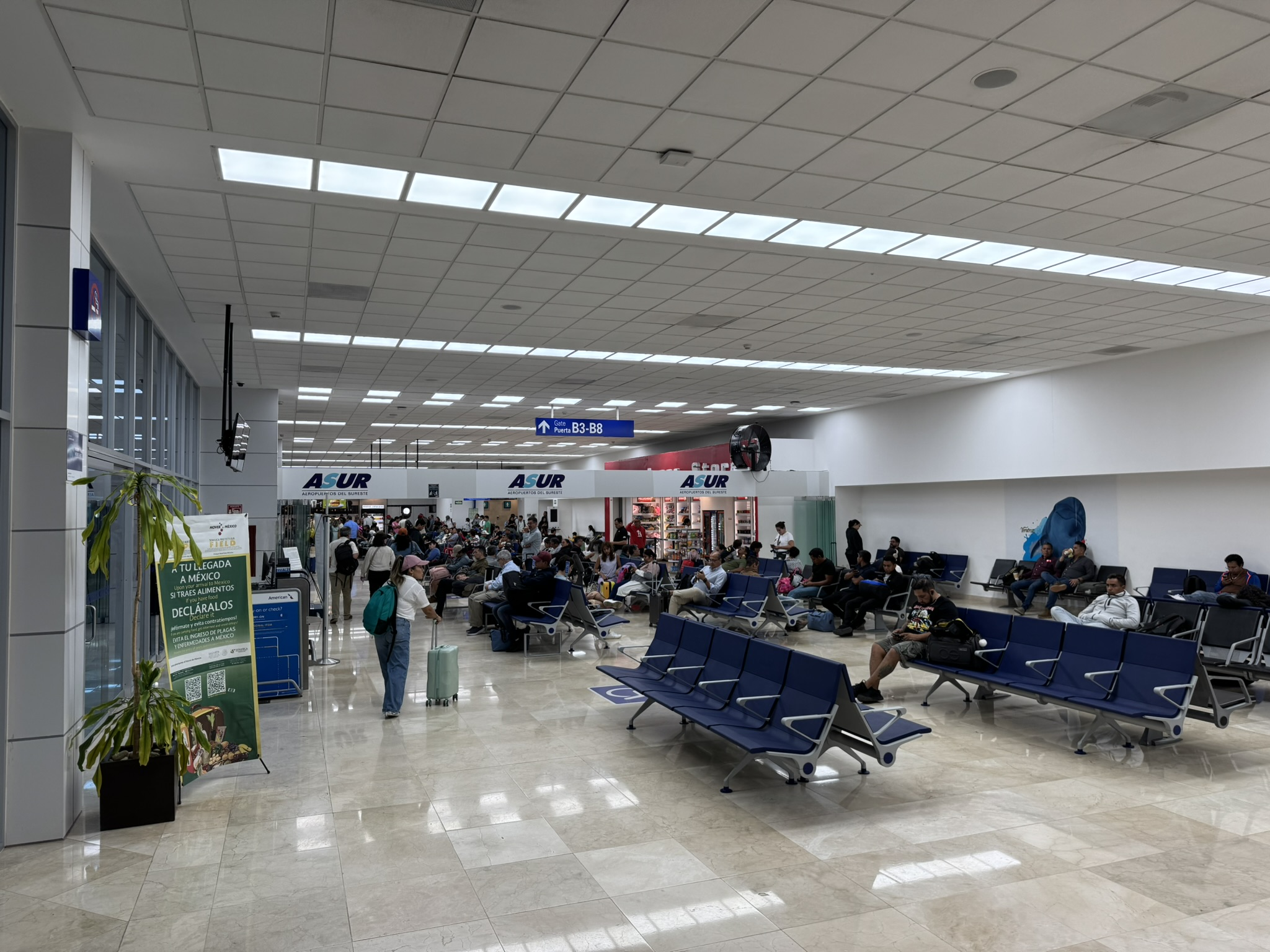
Sala B del aeropuerto.

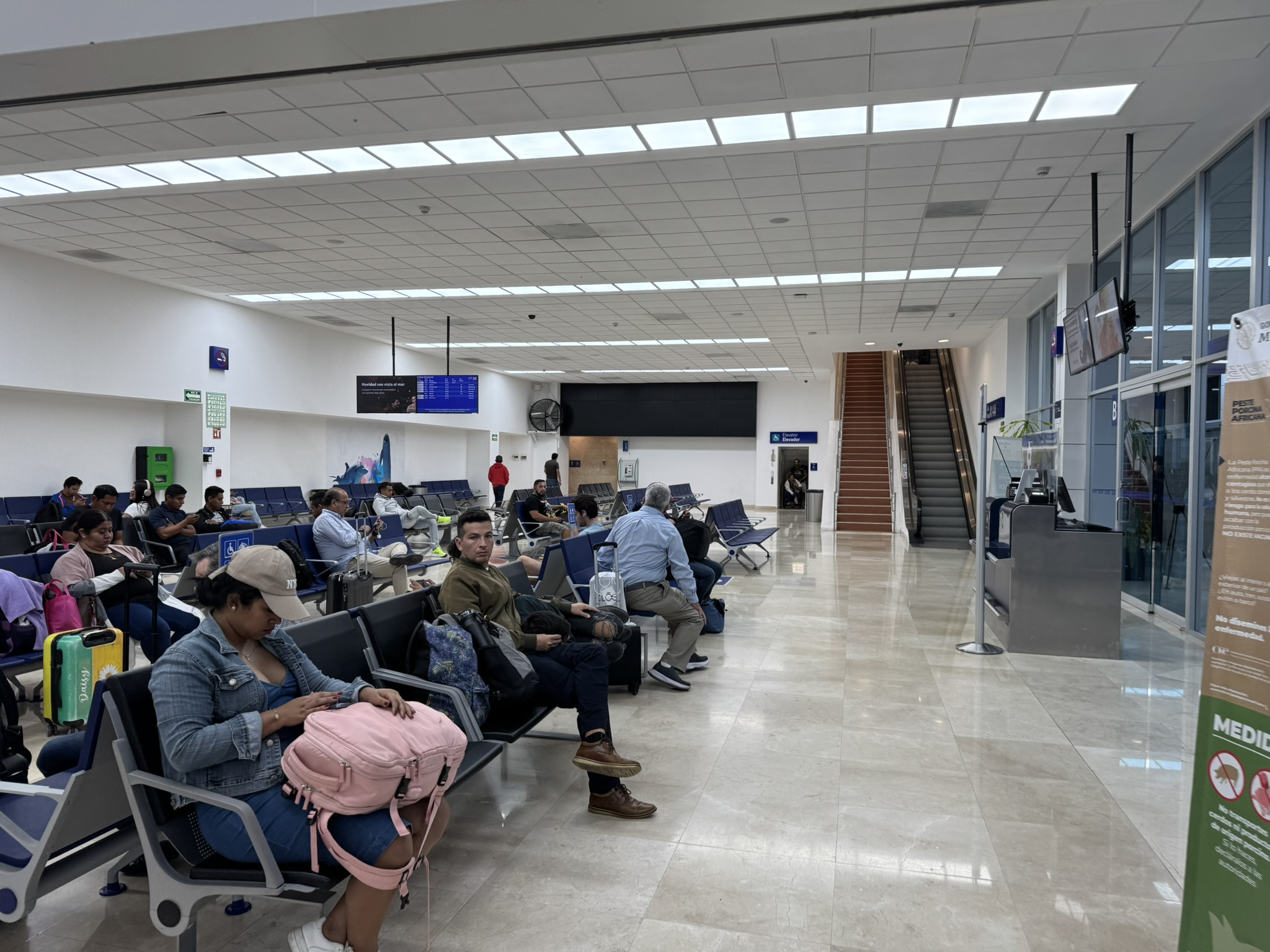
Sala B del Aeropuerto de Veracruz.

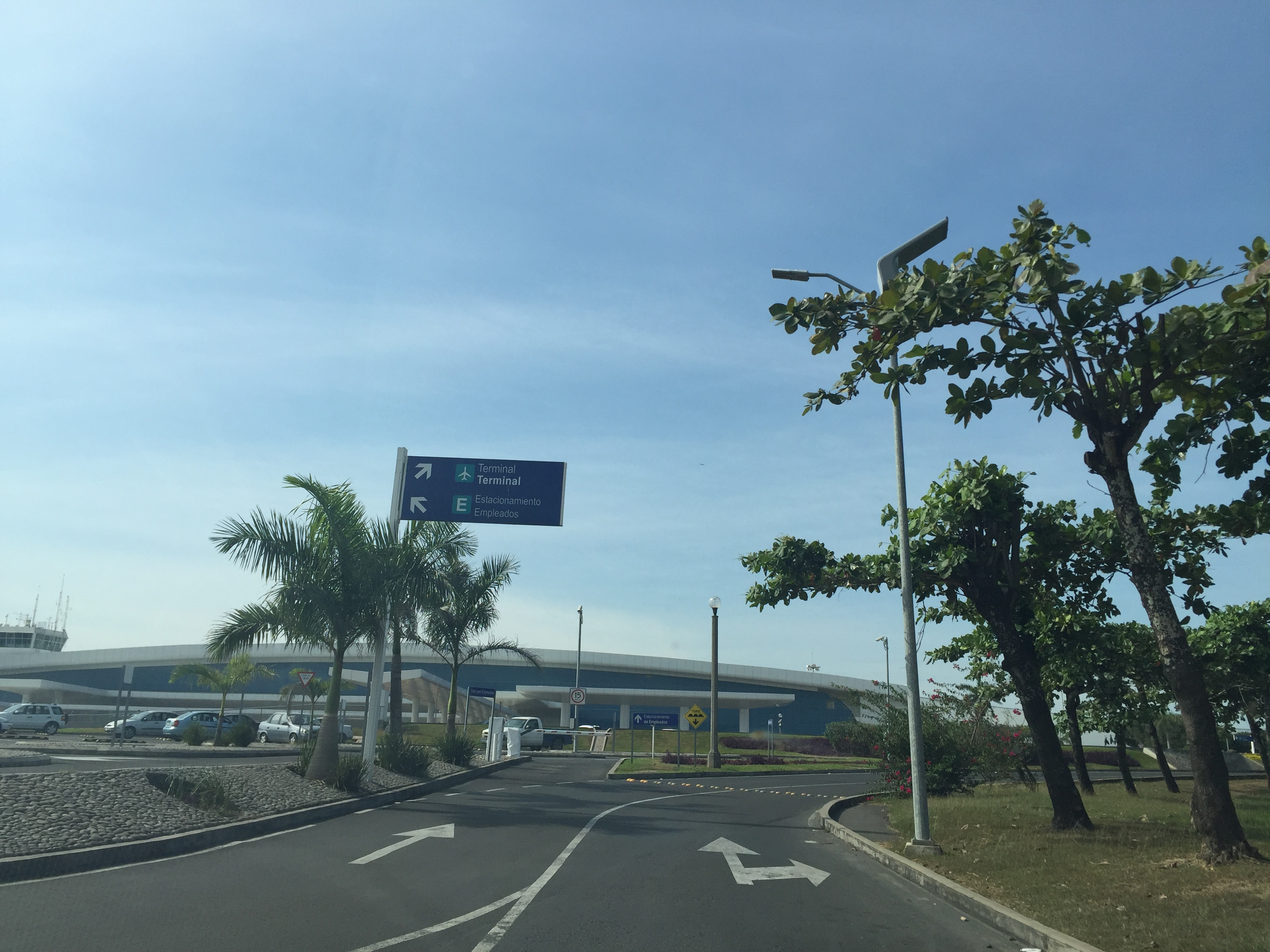
Llegada terrestre al aeropuerto.

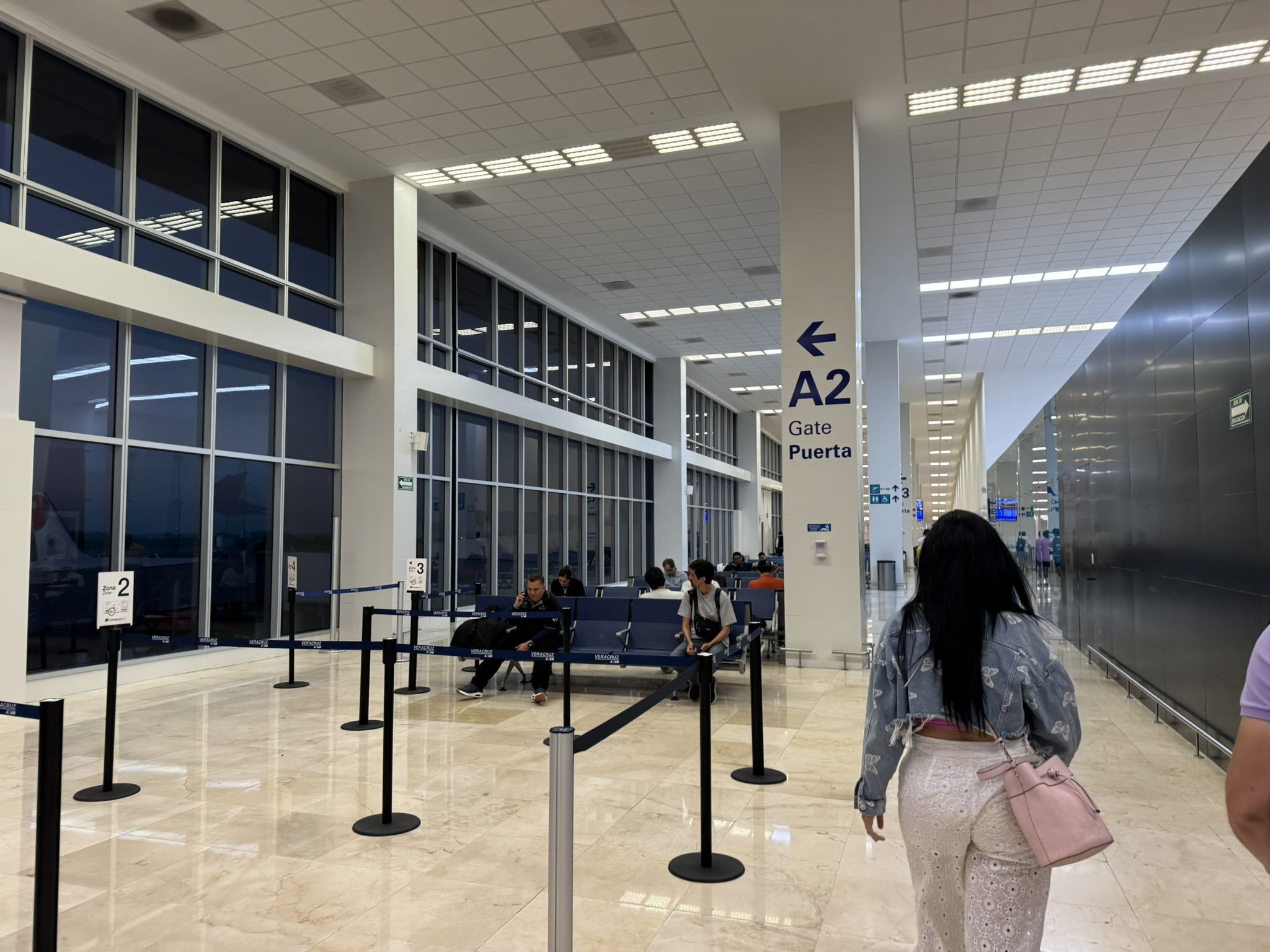
Puerta A2 del aeropuerto.

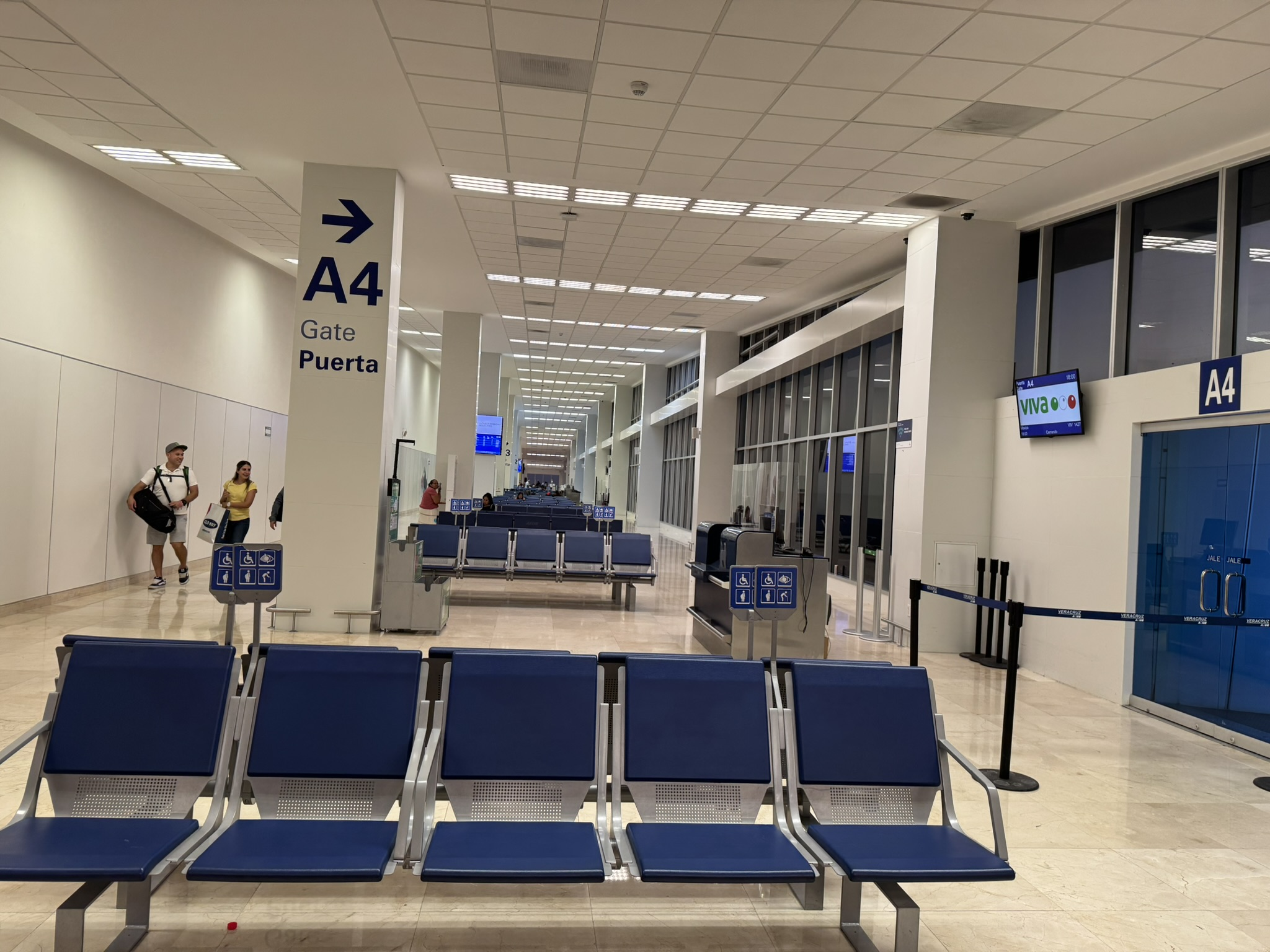
Sala A del aeropuerto.

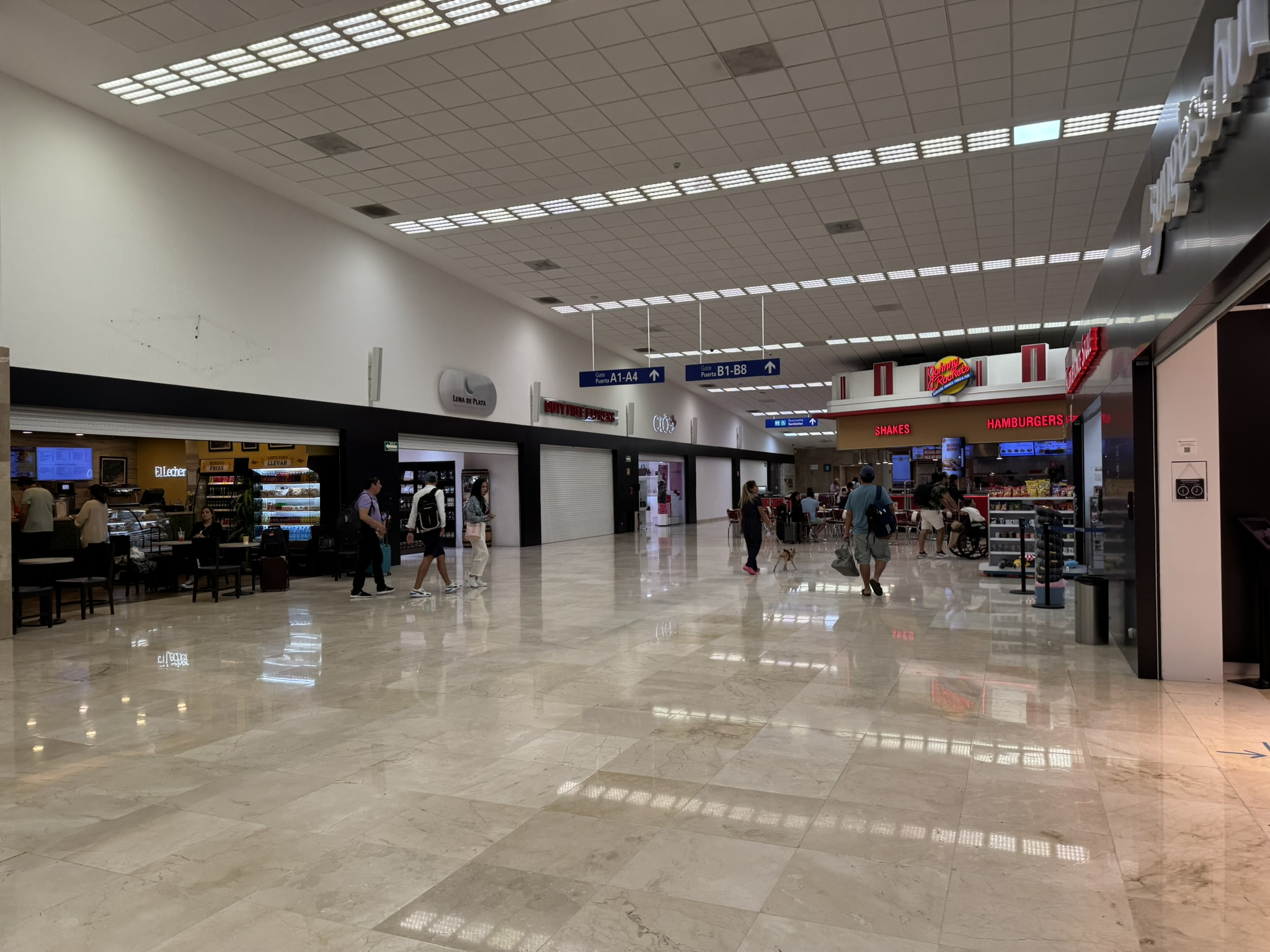
Comercios en el aeropuerto.

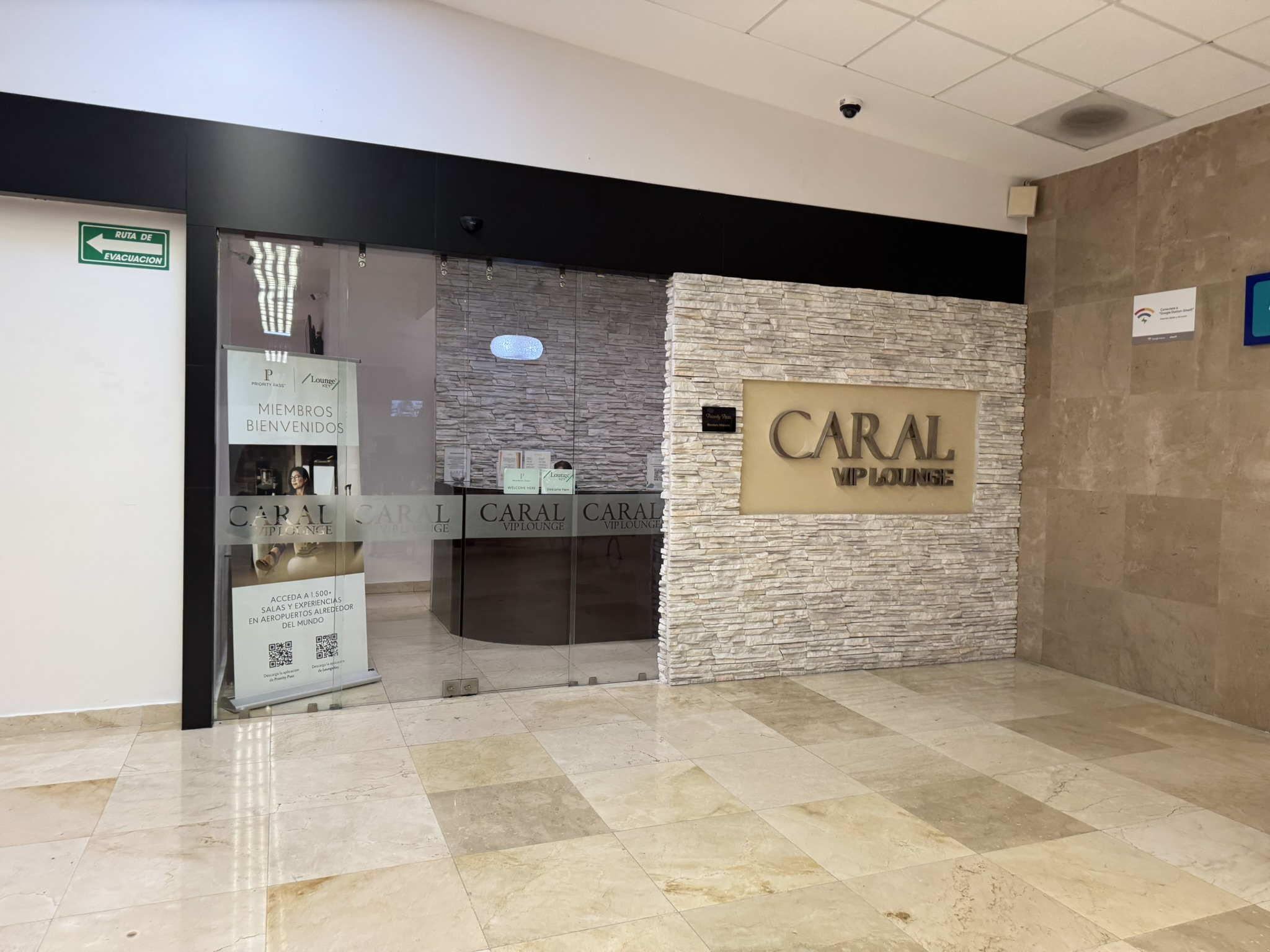
Entrada del Salón VIP Caral del aeropuerto.

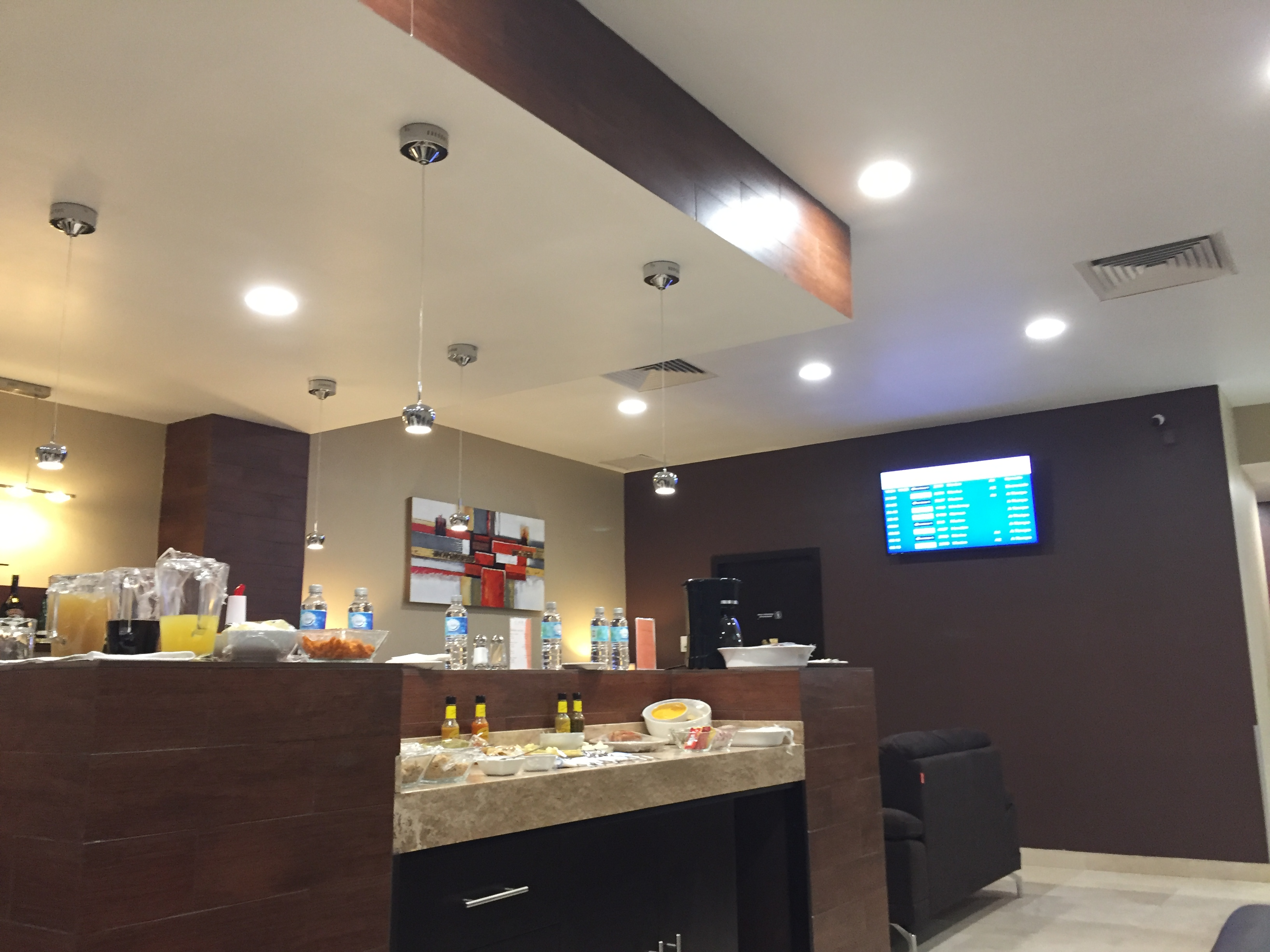
Salón VIP Caral del aeropuerto.

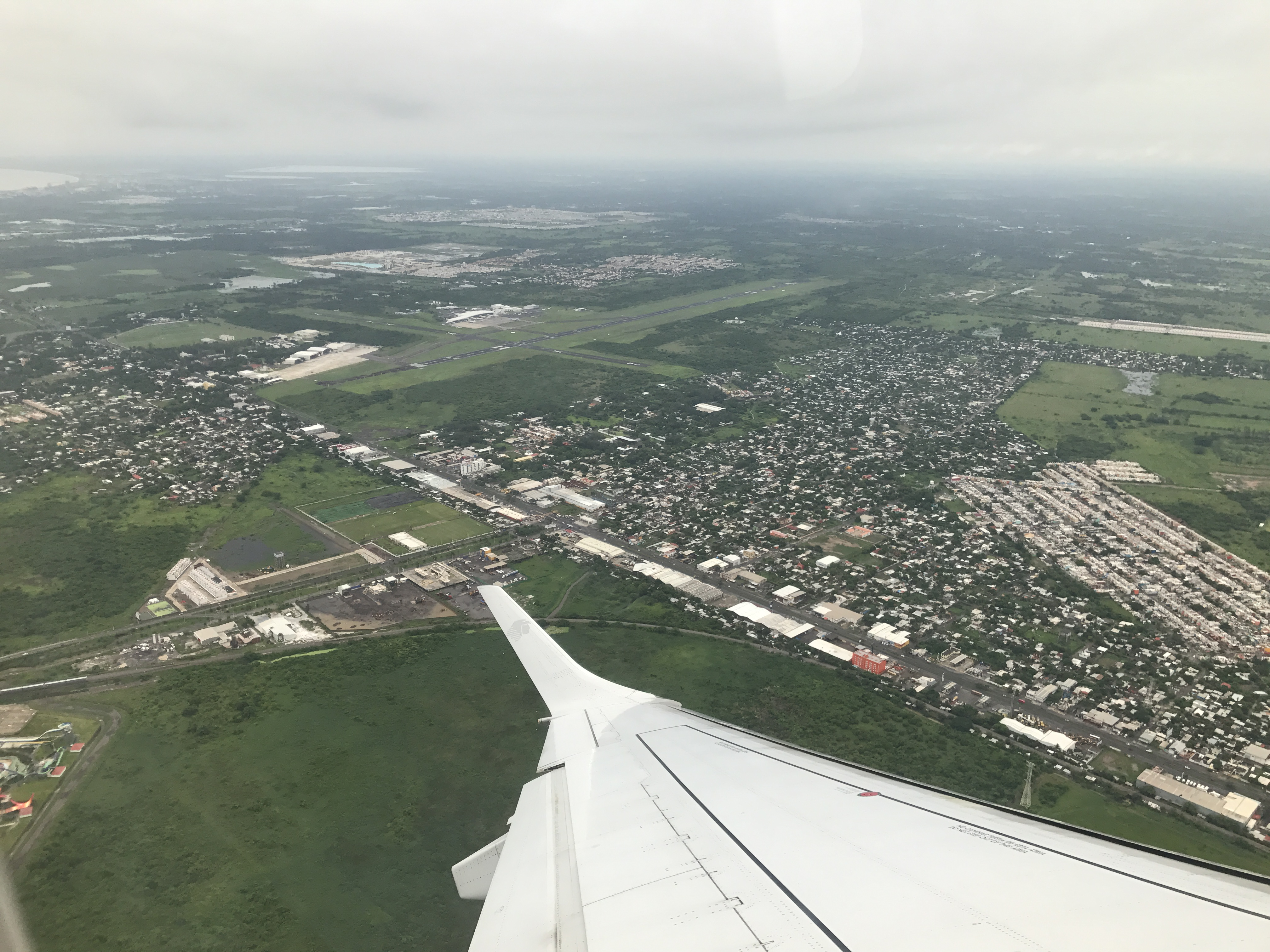
Vista aérea del Aeropuerto Internacional de Veracruz.

- Posiciones de pasarelas de acceso: 4
- Número de carruseles de reclamo de equipaje: 6 (4 nacionales, 2 internacionales)
- Aduana (Área de llegadas)
- Taxis y renta de autos (Área de llegadas)
- Tienda libre de impuestos
- Caral VIP Lounge
- Estacionamiento

## Aerolíneas y  destinos

### Pasajeros
| Destinos por aerolínea                                                                                | Destinos por aerolínea | Destinos por aerolínea | Destinos por aerolínea | Destinos por aerolínea |
| Aerolínea                                                                                             | Destinos | Sala                   |                        |                        |
| --- | --- | ---------------------- | ---------------------- | ---------------------- |
| Aeroméxico                                                                                            | Ciudad de México | A                      |                        |                        |
| Aeroméxico Connect                                                                                    | Ciudad de México, Ciudad de México–AIFA                                                                                              | A                      |                        |                        |
| Aerus                                                                                                 | Minatitlán/Coatzacoalcos, Poza Rica, Villahermosa                                                                                    | B                      |                        |                        |
| American Eagle                                                                                        | Dallas/Fort Worth | B                      |                        |                        |
| United Airlines                                                                                       | Houston-Intercontinental | A                      |                        |                        |
| Viva                                                                                                  | Cancún, Ciudad de México, Ciudad de México–AIFA (inicia el 1 de noviembre de 2025), Guadalajara, Mérida, Monterrey, Reynosa, Tijuana | A/B                    |                        |                        |
| Volaris                                                                                               | Guadalajara, Tijuana | A/B                    |                        |                        |
| Total: 13 destinos (11 nacionales, 2 internacionales), 7 aerolíneas (5 nacionales, 2 internacionales) | |                        |                        |                        |

### Destinos nacionales
Se brinda servicio a 11 ciudades dentro del país a cargo de 5 aerolíneas. Los destinos de Aeroméxico también son operados por Aeroméxico Connect.
| Cancún (CUN)           | • |   |   |   |   | 1  |
| Ciudad de México (MEX) | • |   |   | • |   | 2  |
| Ciudad de México (NLU) | • |   |   | • |   | 2  |
| Guadalajara (GDL)      | • |   | • |   |   | 2  |
| Mérida (MID)           | • |   |   |   |   | 1  |
| Minatitlán (MTT)       |   | • |   |   |   | 1  |
| Monterrey (MTY)        | • |   |   |   |   | 1  |
| Poza Rica (PAZ)        |   | • |   |   |   | 1  |
| Reynosa (REX)          | • |   |   |   |   | 1  |
| Tijuana (TIJ)          | • |   | • |   |   | 2  |
| Villahermosa (VSA)     |   | • |   |   |   | 1  |
| Total                  | 8 | 3 | 2 | 2 | 0 | 11 |

### Destinos internacionales
Se brinda servicio a 2 ciudades extranjeras en Estados Unidos, a cargo de 2 aerolíneas.
| Ciudades                                  | Nombre del aeropuerto                         | Aerolíneas      | Sala         |              |
| Norteamérica                              | Norteamérica                                  | Norteamérica    | Norteamérica | Norteamérica |
| ----------------------------------------- | --------------------------------------------- | --------------- | ------------ | ------------ |
| Estados Unidos (2 destinos, 2 aerolíneas) |                                               |                 |              |              |
| Dallas (Texas)                            | Aeropuerto Internacional de Dallas-Fort Worth | American Eagle  | B            |              |
| Houston (Texas)                           | Aeropuerto Intercontinental George Bush       | United Airlines | A            |              |
| Total: 2 destinos, 1 país, 2 aerolíneas.  |                                               |                 |              |              |

## Estadísticas

### Tráfico anual
| Año  | Pasajeros Totales | cambio en % |
| 2000 | 494,068           | Sin cambios |
| 2001 | 503,432           | 1.89%       |
| 2002 | 479,574           | 4.73%       |
| 2003 | 514,630           | 7.30%       |
| 2004 | 563,468           | 9.48%       |
| 2005 | 579,449           | 2.83%       |
| 2006 | 717,960           | 23.90%      |
| 2007 | 976,606           | 36.02%      |
| 2008 | 981,083           | 0.45%       |
| 2009 | 852,608           | 13.09%      |
| 2010 | 834,199           | 2.15%       |
| 2011 | 867,438           | 3.98%       |
| 2012 | 894,552           | 3.12%       |
| 2013 | 1,010,814         | 12.99%      |
| 2014 | 1,157,522         | 14.51%      |
| 2015 | 1,249,914         | 7.98%       |
| 2016 | 1,315,867         | 5.27%       |
| 2017 | 1,367,972         | 4.00%       |
| 2018 | 1,488,569         | 8.82%       |
| 2019 | 1,475,581         | 0.9%        |
| 2020 | 721,159           | 51.1%       |
| 2021 | 1,103,460         | 53.0%       |
| 2022 | 1,333,578         | 20.9%       |
| 2023 | 1,665,694         | 24.9%       |
| 2024 | 1,726,200         | 3.63%       |
| ---- | ----------------- | ----------- |

### Rutas más transitadas
| Número | Ciudad                   | Pasajeros | Ranking     | Aerolínea                            |
| ------ | ------------------------ | --------- | ----------- | ------------------------------------ |
| 1      | Ciudad de México         | 286,875   | Sin cambios | Aeroméxico, Aeroméxico Connect, Viva |
| 2      | Guadalajara, Jalisco     | 130,879   | 1           | Viva, Volaris                        |
| 3      | Monterrey, Nuevo León    | 129,372   | 1           | Viva                                 |
| 4      | Cancún, Quintana Roo     | 114,318   | Sin cambios | Viva                                 |
| 5      | Mérida, Yucatán          | 48,758    | Sin cambios | Viva                                 |
| 6      | Houston, Texas           | 37,074    | 2           | United Airlines                      |
| 7      | Tijuana, Baja California | 36,989    | 1           | Volaris                              |
| 8      | Reynosa, Tamaulipas      | 27,199    | 1           | Viva                                 |
| 9      | Valle de México          | 21,464    | Sin cambios | Aeroméxico Connect                   |
| 10     | Dallas, Texas            | 10,716    |             | American Eagle                       |

## Aerolíneas que volaban anteriormente al AIV
| Aerolíneas |
| --- |
| Aeroméxico Express, Aero California, Aerocaribe, Aeromar, SAM / Servicios Aerolíneas Mexicanas, Aerolíneas Internacionales, Alma de México, Aviacsa, Continental Express, Interjet, Líneas Aéreas Azteca, Mayair, Mexicana, MexicanaClick, MexicanaLink, TAR, United Express |

## Aeropuertos cercanos
Los aeropuertos más cercanos son:
- Aeropuerto Nacional El Lencero (72km)
- Aeropuerto Internacional de Minatitlán (205km)
- Aeropuerto Nacional El Tajín (209km)
- Aeropuerto Internacional de Puebla (229km)
- Aeropuerto Internacional Xoxocotlán (246km)

## Accidentes e incidentes
- El 2 de abril de 1981, un Douglas C-47 Skytrain con matrícula N258M fue dado de baja por tener un accidente durante el rodaje.